# Заґони (Вармінсько-Мазурське воєводство)
Заґони (пол. Zagony, нім. Sommerfeld) — село в Польщі, у гміні Любоміно Лідзбарського повіту Вармінсько-Мазурського воєводства.
Населення — 154 особи (2011).
У 1975-1998 роках село належало до Ольштинського воєводства.

## Демографія
Демографічна структура станом на 31 березня 2011 року:
|          | Загалом | Допрацездатний вік | Працездатний вік | Постпрацездатний вік |
| -------- | ------- | ------------------ | ---------------- | -------------------- |
| Чоловіки | 82      | 17                 | 59               | 6                    |
| Жінки    | 72      | 13                 | 50               | 9                    |
| Разом    | 154     | 30                 | 109              | 15                   |